# Zealeuctra stewarti
Zealeuctra stewarti är en bäcksländeart som beskrevs av Boris C. Kondratieff och Robert E.Zuellig 2004. Zealeuctra stewarti ingår i släktet Zealeuctra och familjen smalbäcksländor. Inga underarter finns listade i Catalogue of Life.